# Neil Paterson
Pour les articles homonymes, voir Paterson.
Neil Paterson (né le 31 décembre 1916 à Greenock dans le Renfrewshire, en Écosse et mort le 19 avril 1995  à Crieff) est un écrivain, scénariste et romancier écossais, qui fit une carrière de footballeur à un bon niveau.

## Biographie
Né en 1916 à Greenock dans le  Renfrewshire en Écosse, Neil Paterson est diplômé de l'Université d'Edimbourg. Il fait une carrière de footballeur amateur, étant capitaine de l'équipe de Dundee United durant la saison 1936-37,.
Après la Deuxième Guerre mondiale, il reprend sa carrière d'écrivain, et remporte l'Atlantic Award en 1947.
Trois des films tirés de ses scénarios ont été sélectionnés au Festival de Cannes dans les années 1950.
Il remporte l'Oscar du meilleur scénario pour Les Chemins de la haute ville (Room at the Top) en 1960.

## Filmographie partielle
- 1953 : Man on a Tightrope d'Elia Kazan
- 1959 : Les Chemins de la haute ville (Room at the Top) de Jack Clayton
- 1962 : L'Homme de Bornéo de Robert Mulligan

## Livres
- 1948 : The China run: Being the biography of a great-grandmother
- 1950 : Behold Thy Daughter
- 1952 : Man on the Tightrope
- 1957 : The Kidnappers and other Stories (adapté à la télévision en 1990 sous le titre Le secret des deux orphelins)